# Rudiwka (obwód czernihowski)
Rudiwka (ukr. Рудівка) – wieś na Ukrainie, w obwodzie czernihowskim, w rejonie pryłuckim, w hromadzie Suchopołowa. W 2001 liczyła 926 mieszkańców, spośród których 913 wskazało jako ojczysty język ukraiński, 12 rosyjski, a 1 białoruski.